# Франклін Гомес
Франклін Гомес Матос (ісп. Franklin Gómez Matos, 5 серпня 1986) — пуерториканський борець вільного стилю, срібний призер чемпіонату світу, чемпіон, срібний та бронзовий призер Панамериканських ігор, чемпіон та триразовий срібний та бронзовий призер Панамериканських чемпіонатів, учасник трьох олімпійських ігор.

## Біографія
Боротьбою почав займатися з 1998 року. Виступає за борцівський клуб «Спарта», Карпара (Пуерто-Рико).
Закінчив Університет штату Мічиган.

## Спортивні результати на міжнародних змаганнях

### Виступи на Олімпіадах
| Змагання                    | Збірна      | Вагова категорія          | Місце |
| --------------------------- | ----------- | ------------------------- | ----- |
| Літні Олімпійські ігри 2012 | Пуерто-Рико | вільна боротьба, до 60 кг | 15    |
| Літні Олімпійські ігри 2016 | Пуерто-Рико | вільна боротьба, до 65 кг | 9     |
| Літні Олімпійські ігри 2020 | Пуерто-Рико | вільна боротьба, до 74 кг | 16    |

### Виступи на Чемпіонатах світу
| Змагання                        | Збірна      | Вагова категорія          | Місце  |
| ------------------------------- | ----------- | ------------------------- | ------ |
| Чемпіонат світу з боротьби 2010 | Пуерто-Рико | вільна боротьба, до 60 кг | 20     |
| Чемпіонат світу з боротьби 2011 | Пуерто-Рико | вільна боротьба, до 60 кг | Срібло |
| Чемпіонат світу з боротьби 2013 | Пуерто-Рико | вільна боротьба, до 60 кг | 7      |
| Чемпіонат світу з боротьби 2014 | Пуерто-Рико | вільна боротьба, до 65 кг | 8      |
| Чемпіонат світу з боротьби 2015 | Пуерто-Рико | вільна боротьба, до 65 кг | 28     |
| Чемпіонат світу з боротьби 2017 | Пуерто-Рико | вільна боротьба, до 65 кг | 8      |
| Чемпіонат світу з боротьби 2018 | Пуерто-Рико | вільна боротьба, до 74 кг | 11     |
| Чемпіонат світу з боротьби 2019 | Пуерто-Рико | вільна боротьба, до 74 кг | 32     |
| Чемпіонат світу з боротьби 2022 | Пуерто-Рико | вільна боротьба, до 74 кг | 21     |

### Виступи на Панамериканських чемпіонатах
| Змагання                                   | Збірна      | Вагова категорія          | Місце  |
| ------------------------------------------ | ----------- | ------------------------- | ------ |
| Панамериканський чемпіонат з боротьби 2011 | Пуерто-Рико | вільна боротьба, до 60 кг | Золото |
| Панамериканський чемпіонат з боротьби 2017 | Пуерто-Рико | вільна боротьба, до 65 кг | Срібло |
| Панамериканський чемпіонат з боротьби 2018 | Пуерто-Рико | вільна боротьба, до 74 кг | 13     |
| Панамериканський чемпіонат з боротьби 2019 | Пуерто-Рико | вільна боротьба, до 74 кг | Бронза |
| Панамериканський чемпіонат з боротьби 2020 | Пуерто-Рико | вільна боротьба, до 74 кг | Срібло |
| Панамериканський чемпіонат з боротьби 2022 | Пуерто-Рико | вільна боротьба, до 74 кг | Срібло |

### Виступи на Панамериканських іграх
| Змагання                  | Збірна      | Вагова категорія          | Місце  |
| ------------------------- | ----------- | ------------------------- | ------ |
| Панамериканські ігри 2011 | Пуерто-Рико | вільна боротьба, до 60 кг | Золото |
| Панамериканські ігри 2015 | Пуерто-Рико | вільна боротьба, до 65 кг | Бронза |
| Панамериканські ігри 2019 | Пуерто-Рико | вільна боротьба, до 74 кг | Срібло |

### Виступи на інших змаганнях
| Змагання                                                       | Збірна      | Вагова категорія          | Місце  |
| -------------------------------------------------------------- | ----------- | ------------------------- | ------ |
| Центральноамериканські і Карибські ігри 2010 (Маягуес)         | Пуерто-Рико | вільна боротьба, до 60 кг | Бронза |
| Центральноамериканські і Карибські ігри 2014 (Сан-Хуан)        | Пуерто-Рико | вільна боротьба, до 65 кг | Золото |
| Центральноамериканські і Карибські ігри 2014 (Веракрус)        | Пуерто-Рико | вільна боротьба, до 65 кг | Золото |
| Центральноамериканські і Карибські ігри 2018                   | Пуерто-Рико | вільна боротьба, до 74 кг | Срібло |
| Відкритий міжнародний турнір «Sunkist Kids» 2010               | Пуерто-Рико | вільна боротьба, до 60 кг | 5      |
| Міжнародний меморіал Дейва Шульца 2011                         | Пуерто-Рико | вільна боротьба, до 60 кг | Бронза |
| Гран-прі Іспанії з боротьби 2011                               | Пуерто-Рико | вільна боротьба, до 60 кг | Золото |
| Меморіал Іона Корнеану 2012                                    | Пуерто-Рико | вільна боротьба, до 60 кг | Золото |
| Турнір міста Сассарі 2012                                      | Пуерто-Рико | вільна боротьба, до 60 кг | Золото |
| Гран-прі Німеччини з боротьби 2012                             | Пуерто-Рико | вільна боротьба, до 60 кг | Золото |
| Гран-прі «Іван Яригін» 2013                                    | Пуерто-Рико | вільна боротьба, до 60 кг | 19     |
| Золотий Гран-прі з боротьби 2013 (Сассарі)                     | Пуерто-Рико | вільна боротьба, до 60 кг | Срібло |
| Гран-прі Іспанії з боротьби 2013                               | Пуерто-Рико | вільна боротьба, до 60 кг | Золото |
| Меморіал Вацлава Циолковського 2013                            | Пуерто-Рико | вільна боротьба, до 60 кг | Золото |
| Золотий Гран-прі з боротьби 2013 (Баку)                        | Пуерто-Рико | вільна боротьба, до 66 кг | 13     |
| Міжнародний меморіал Дейва Шульца 2014                         | Пуерто-Рико | вільна боротьба, до 65 кг | Срібло |
| Турнір Дана Колова — Николи Петрова 2014                       | Пуерто-Рико | вільна боротьба, до 65 кг | Золото |
| Турнір «Олімпія» 2014                                          | Пуерто-Рико | вільна боротьба, до 65 кг | Срібло |
| Турнір Дана Колова — Николи Петрова 2016                       | Пуерто-Рико | вільна боротьба, до 65 кг | Золото |
| Турнір Яшара Догу 2016                                         | Пуерто-Рико | вільна боротьба, до 65 кг | 7      |
| Олімпійський кваліфікаційний турнір з боротьби 2016 (Фріско)   | Пуерто-Рико | вільна боротьба, до 65 кг | Срібло |
| Cerro Pelado International 2016                                | Пуерто-Рико | вільна боротьба, до 65 кг | Золото |
| Гран-прі Іспанії з боротьби 2016                               | Пуерто-Рико | вільна боротьба, до 65 кг | Срібло |
| Клубний чемпіонат світу з боротьби 2017                        | Пуерто-Рико | команда                   | Срібло |
| Київський Міжнародний турнір з боротьби 2018                   | Пуерто-Рико | вільна боротьба, до 74 кг | Срібло |
| Центральноамериканський і Карибський чемпіонат з боротьби 2018 | Пуерто-Рико | вільна боротьба, до 74 кг | Срібло |
| Міжнародний меморіал Білла Фаррелла 2018                       | Пуерто-Рико | вільна боротьба, до 74 кг | Бронза |
| Кубок Канади з боротьби 2018                                   | Пуерто-Рико | вільна боротьба, до 74 кг | Золото |
| Київський Міжнародний турнір з боротьби 2019                   | Пуерто-Рико | вільна боротьба, до 74 кг | 5      |
| Гран-прі Іспанії з боротьби 2019                               | Пуерто-Рико | вільна боротьба, до 74 кг | Золото |
| Меморіал Маттео Пелліконе 2020                                 | Пуерто-Рико | вільна боротьба, до 74 кг | 5      |
| Олімпійський кваліфікаційний турнір з боротьби 2020 (Оттава)   | Пуерто-Рико | вільна боротьба, до 74 кг | Срібло |
| Меморіал Маттео Пелліконе 2021                                 | Пуерто-Рико | вільна боротьба, до 74 кг | 5      |